# Ковзний повід
Ковзні поводи, шлейфцигелі (від нім. Schleifen — «ковзати» і Zügel — «поводи») — допоміжний засіб для  виїздки молодого коня; додатковий повід, пропущений через кільця, які з'єднаний короткими ремінцями з кільцями трензеля, і пристебнутий кінцями до попруги або передньої частини сідла.
Ковзні поводи складаються з двох ременів довжиною близько 2,75 м. З одного боку кінці ременів прикріплюються на висоті коліна вершника до попруги. Звідси вони з внутрішньої сторони проходять через кільця трензеля нижче його і закінчуються в руці вершника; правий повід проходить через праве кільце трензеля в праву руку вершника, а лівий повід — у ліву. Внутрішні сторони обох ременів першої половини повинні бути звернені до коня, щоб гладкі боки ковзали в кільцях трензеля без особливого тертя.